# 三ツ谷バイパス
三ツ谷バイパス（みつやバイパス）は、静岡県三島市三ツ谷新田から塚原新田町内を迂回する国道1号バイパスである。難所である箱根峠区間の曲線の改良および拡幅を目的として建設された。三島市側に続く塚原バイパスと一体となって峠区間の交通の円滑化に貢献している。

## 概要
- 起点：静岡県三島市三ツ谷新田
- 終点：静岡県三島市塚原新田
- 車線数：2車線（登坂車線有り）

## 歴史
- 1974年（昭和49年）：事業化。
- 1987年（昭和62年）11月：開通。

## 接続するバイパスの位置関係
（東京方面）笹原山中バイパス -（現道）- 三ツ谷バイパス - 塚原バイパス（大阪方面）